# Nick Smidt
Nick Smidt, född 12 maj 1997 i Assen, är en nederländsk friidrottare som främst tävlar i häcklöpning och kortdistanslöpning. Han har blivit nederländsk mästare fem gånger på 400 meter häck (2018–2020, 2022 och 2024).

## Karriär

### 2015–2017
I juli 2015 tävlade Smidt i sitt första internationella mästerskap vid junior-EM i Eskilstuna, där han blev utslagen i semifinalen på 400 meter häck efter ett lopp på 52,59 sekunder. Följande månad tog Smidt silver vid nederländska mästerskapen med ett lopp på 52,88 sekunder och blev endast besegrad av Jesper Arts. Året därpå slutade han på fjärde plats vid nederländska mästerskapen i Amsterdam med ett lopp på 52,41 sekunder.
I juli 2017 vid U23-EM i Bydgoszcz blev Smidt diskvalificerad i försöksheatet på 400 meter häck.

### 2018–2019
I februari 2018 tog han silver på 400 meter vid nederländska inomhusmästerskapen i Apeldoorn med ett lopp på 47,65 sekunder och slutade endast bakom Tony van Diepen. I juni samma år vid nederländska mästerskapen i Utrecht tog Smidt sitt första guld på 400 meter häck efter ett lopp på 51,10 sekunder. Två månader senare tävlade han i sitt första seniormästerskap vid EM i Berlin. Smidt sprang 400 meter häck på 50,96 sekunder, men blev utslagen i försöksheatet. Han var även en del av Nederländernas stafettlag på 4×400 meter som också blev utslagna i försöksheatet på tiden 3.04,93.
I juli 2019 tog Smidt silver på 400 meter häck vid U23-EM i Gävle efter ett lopp på personbästat 49,49 sekunder, där han endast blev besegrad av franska Wilfried Happio. Senare under samma månad tog Smidt sitt andra raka guld på 400 meter häck vid nederländska mästerskapen i Haag efter ett lopp på 50,77 sekunder. I september samma år vid VM i Doha blev han den första manliga tävlanden genom tiderna från Nederländerna på 400 meter häck i ett VM. Smidt blev dock utslagen i försöksheatet och slutade på totalt 26:e plats efter ett lopp på 50,54 sekunder.

### 2020–2022
I augusti 2020 vann Smidt Paavo Nurmi Games i finländska Åbo med ett lopp på 49,84 sekunder. Senare samma månad tog han sitt tredje raka guld vid nederländska mästerskapen efter ett lopp på 51,12 sekunder. I juni 2021 tog Smidt silver vid nederländska mästerskapen efter ett lopp på 49,63 sekunder och blev då besegrad av Ramsey Angela. Han tävlade därefter vid OS i Tokyo och blev utslagen i semifinalen på 400 meter häck trots ett säsongsbästa på 49,35 sekunder.
I mars 2022 vid inomhus-VM i Belgrad var Smidt en del av Nederländernas stafettlag tillsammans med Taymir Burnet, Terrence Agard och Tony van Diepen som tog brons på 4×400 meter. I juni samma år vid nederländska mästerskapen i Apeldoorn satte han ett nytt personbästa på 49,12 sekunder i försöksheatet på 400 meter häck. Smidt tog sedan sitt fjärde nationella guld på distansen och var mer än två sekunder före tvåan Binne Brok i finalen. Följande månad tävlade Smidt vid VM i Eugene, där han blev utslagen i semifinalen på 400 meter häck.
I augusti 2022 förbättrade Smidt sitt personbästa på 400 meter häck med fem hundradelar till 49,07 sekunder vid en tävling i Chorzów i Polen. Samma månad tävlade Smidt vid EM i München, där han blev utslagen i semifinalen på 400 meter häck.

## Tävlingar

### Internationella
| År                         | Tävling                        | Plats                      | Placering                  | Gren                       | Tid                        |
| Tävlande för Nederländerna | Tävlande för Nederländerna     | Tävlande för Nederländerna | Tävlande för Nederländerna | Tävlande för Nederländerna | Tävlande för Nederländerna |
| -------------------------- | ------------------------------ | -------------------------- | -------------------------- | -------------------------- | -------------------------- |
| 2015                       | Junioreuropamästerskapen       | Eskilstuna                 | 7:e (sf)                   | 400 m häck                 | 52,59                      |
| 2017                       | U23-europamästerskapen         | Bydgoszcz                  | –                          | 400 m häck                 | 0DSQ0                      |
| 2018                       | Europamästerskapen             | Berlin                     | 15:e (h)                   | 400 m häck                 | 50,96                      |
| 2018                       | Europamästerskapen             | Berlin                     | 9:e (h)                    | 4×400 m                    | 3.04,93                    |
| 2019                       | U23-europamästerskapen         | Gävle                      | 2:a                        | 400 m häck                 | 49,49                      |
| 2019                       | Världsmästerskapen             | Doha                       | 26:e (h)                   | 400 m häck                 | 50,54                      |
| 2021                       | Olympiska sommarspelen         | Tokyo                      | 19:e (sf)                  | 400 m häck                 | 49,35                      |
| 2022                       | Inomhusvärldsmästerskapen      | Belgrad                    | 3:e                        | 4×400 m                    | 3.06,90                    |
| 2022                       | Världsmästerskapen             | Eugene                     | 15:e (sf)                  | 400 m häck                 | 49,56                      |
| 2022                       | Världsmästerskapen             | Eugene                     | 9:e (h)                    | 4×400 m                    | 3.03,14                    |
| 2022                       | Europamästerskapen             | München                    | 20:e (sf)                  | 400 m häck                 | 50,29                      |
| 2024                       | Europamästerskapen             | Rom                        | 8:e                        | 400 m häck                 | 49,43                      |
| 2024                       | Olympiska spelen               | Paris                      | 20:e (sf)                  | 400 m häck                 | 49,61                      |
| 2025                       | Europeiska inomhusmästerskapen | Apeldoorn                  | 1:a                        | 4×400 m mixed              | 3.15,63                    |

### Nationella
| - Nederländska friidrottsmästerskapen (utomhus): - 2015: Silver – 400 meter häck (52,88 sekunder, Amsterdam) - 2018: Guld – 400 meter häck (51,10 sekunder, Utrecht) - 2019: Guld – 400 meter häck (50,77 sekunder, Haag) - 2020: Guld – 400 meter häck (51,12 sekunder, Utrecht) - 2021: Silver – 400 meter häck (49,63 sekunder, Breda) - 2022: Guld – 400 meter häck (49,43 sekunder, Apeldoorn) - 2024: Guld – 400 meter häck (49,42 sekunder, Hengelo) | - Nederländska friidrottsmästerskapen (inomhus): - 2018: Silver – 400 meter (47,65 sekunder, Apeldoorn) - 2025: Silver – 400 meter (46,88 sekunder, Apeldoorn) |

## Personliga rekord
| Utomhus - 100 meter – 10,70 (Epe, 10 juli 2021) - 400 meter häck – 48,36 (La Chaux-de-Fonds, 2 juli 2023) | Inomhus - 60 meter – 7,03 (Apeldoorn, 2 mars 2019) - 200 meter – 21,90 (Metz, 3 februari 2024) - 400 meter – 46,17 (Apeldoorn, 22 februari 2025) - 800 meter – 1.50,53 (Apeldoorn, 1 februari 2020) |